# Pourquoi Pas Point

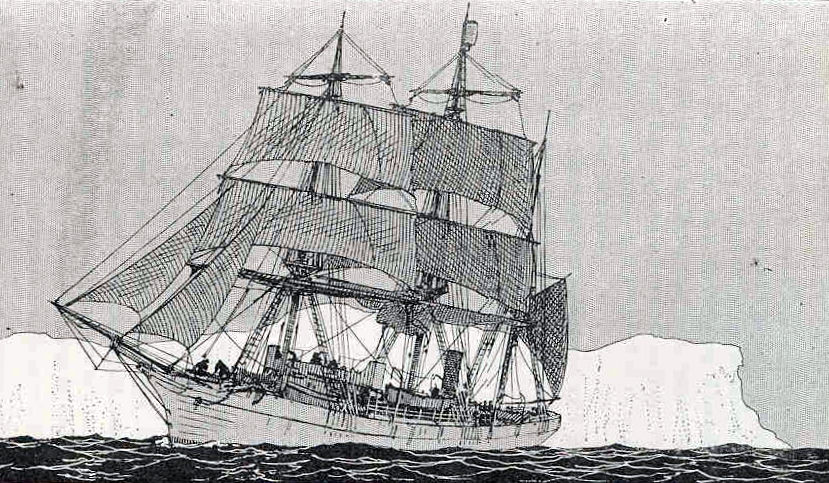
Statek „Pourquoi-Pas?” (1917)

Pourquoi Pas Point  (fr. Pointe du Pourquoi-Pas?) – przylądek Antarktydy, zachodnia granica wejścia do zatoki Victor Bay, wyznaczający granicę Ziemi Adeli.

## Nazwa
Nazwany w 1954 roku na cześć francuskiego statku polarnego „Pourquoi-Pas?”  – statku wypraw Jeana-Baptisty Charcota (1867–1936) .

## Geografia
Pourquoi Pas Point stanowi zachodnią granicę wejścia do zatoki Victor Bay . Znajduje się na lodowcu Commandant Charcot Glacier na północny zachód od jęzora lodowca . Wyznacza granicę Ziemi Adeli.

## Historia
Obszar wokół Pourquoi Pas Point został zmapowany przez francuską ekspedycję polarną w latach 1950–1952 . 